# Burmannia grandiflora
Burmannia grandiflora là một loài thực vật có hoa trong họ Burmanniaceae. Loài này được Malme mô tả khoa học đầu tiên năm 1896.